# صندوق التقاعد
صندوق التقاعد  هو مؤسسة مالية تعنى بجمع رسوم إلزامية أو اختيارية بهدف توزيعها لاحقًا على المتقاعدين. تعمد بعض صناديق التقاعد إلى صرف أنواع أخرى من التعويضات، العمال المصابين بشكل دائم على سبيل المثال.

## صناديقالتقاعدكمستثمرين
نظرًا للكم الهائل من الأموال التي تحويها صناديق التقاعد، تعمد أغلبها إلى أنواعٍ عديدة من الإستثمارات في مجالاتٍ شتى. فهم مستثمرون في العديد من الشركات المدرجة في البورصة.
تقدر ثروة الصناديق الستمائة الأهم في العالم بِ 6000 مليار دولار أميريكي. أمّا جميعها فتملك 20000 مليار دولار أميريكي ما يجعلها في صدارة شركات الإستثمار في العالم.